# Římskokatolická farnost – děkanství Jilemnice
Římskokatolická farnost - děkanství Jilemnice je územním společenstvím římských katolíků v rámci jilemnického vikariátu královéhradecké diecéze. Pod farnost patří obce Víchová nad Jizerou, Jilemnice a Hrabačov.

## O farnosti

### Historie
Fara v Jilemnici stála již v předbělohorském období, avšak Jilemnice měla až do roku 1701 rozdělenou farní správu. Fara byla však velmi často spravována buď z Branné nebo z Roztok. Horní část města byla spravována při kostelu svaté Alžběty či kostelu Povýšení svatého Kříže a dolní část města byla spravována pod kostelem svatého Vavřince. Roku 1721 byla v dnešní Kostelní ulici obnovena empírová budova fary.
Roku 1885 byla jilemnická fara povýšena na děkanství a prvoděkanem se stal kněz František Bartoš.

### Současnost
Farnost má sídelního duchovního správce, který je zároveň administrátor excurrendo v Horní Branné a Mříčné.
| Kostel                         | Místo               | Bohoslužba                               | Bohoslužba                              | Poznámka     |
| ------------------------------ | ------------------- | ---------------------------------------- | --------------------------------------- | ------------ |
| Kostel svatého Vavřince        | Jilemnice           | neděle úterý středa čtvrtek pátek sobota | 9.00 18.00 8.00 (v 18.00 adorace) 18.00 | farní kostel |
| Kaple Božího Těla v Jilmu      | Jilemnice           | 1x ročně (poutní), jinak ne              | 1x ročně (poutní), jinak ne             | kaple        |
| Kaple svaté Anny               | Jilemnice           | 1x ročně (poutní), jinak ne              | 1x ročně (poutní), jinak ne             | kaple        |
| Kaple svatého Isidora, rolníka | Jilemnice           | 1x ročně (poutní), jinak ne              | 1x ročně (poutní), jinak ne             | kaple        |
| Kaple svatého Václava          | Víchová nad Jizerou | neslouží se pravidelně                   | neslouží se pravidelně                  | obecní kaple |